# Jørgen Kristensen (præst)
 Der er flere personer med dette navn, se Jørgen Kristensen.
Jørgen Kristensen (født 4. august 1924 i Aarhus, død 20. juni 2002 i Tønder) var en dansk præst i Aventoft 1950-1991, salmedigter, højskolemand og debattør. 
Han var søn af provst Kristian Marius Kristensen fra Ulfborg, blev klassisk-sproglig student fra Viborg Katedralskole 1943. I gymnasietiden boede han hos sognepræst H. Østergaard-Nielsen. Under sit teologiske studium i Aarhus var han især knyttet til K.E. Løgstrup, som han siden holdt kontakten med. 1950 blev han udnævnt til præst i Aventoft i Sønderjylland, hvor han virkede indtil 1991. Han boede siden i Tønder, men er begravet i Aventoft. 

## Salmedigter
Forfatter til flere bibelhistoriske sange i højskolesangbøgerne: 
"Hvordan man avled vin i Østen", "Zakæus var nok blevet mobbet" "Skal der stenes" og "Verden ligger i det onde". 

Forfatter til følgende salmer i "Den Danske Salmebog": "Vintræ og grene og frugt hører sammen" og "Vi beder, Herre, for de to". 
 Førstnævnte salme er desuden oversat til svensk og optaget i tillægget til den svenske salmebog. 
Medlem af Grundtvig-værkstedet og medredaktør og oversætter af "Salmer på dansk og tysk". 

1975-1996 medredaktør af Vartovbogen. Forfatter til en række artikler om danskhed og en af de første EF-modstandere, som markerede sig i medierne. 
Jørgen Kristensens artikel: "Nationalstaten" fra 1963 bliver fortsat genoptrykt med jævne mellemrum og er af filosof og projektleder ved CEPOS Henrik Gade Jensen betegnet som "det klogeste, der på dansk grund er sagt om nationalitet." Man ser i formuleringerne de sproglige sammenfald mellem Jørgen Kristensen og Løgstrup, og Jørgen Kristensens forfatterskab og Løgstrups forfatterskab bør egentlig læses kronologisk på tværs af forfatternes navne, da artiklerne ofte er udsprunget af de to tænkeres gensidige diskussioner. 
Der citeres i det nedenstående fra Jørgen Kristensens artikel, som har dannet udgangspunkt for mange diskussioner for og imod danskhed. Der er i Dansk Samling tilladelse til gengivelse af artiklen med kilde: 
Jørgen Kristensen betragter i artiklen "Nationalstaten" (bl.a. genoptrykt i Dansk Samling september 2000) nationaliteten som en forudsætning og et udgangspunkt, "ufortjent og uforskyldt i lighed med en række andre forudsætninger såsom racen, udseendet, evnerne, helbredet, sproget og historien." Enhver dansker må afgøre med sig selv, om det at være dansk er "en umistelig arv eller et snærende bånd, en levende virkelighed eller en død tradition, en rigdom eller en fattigdom eller måske noget ganske tilfældigt og ligegyldigt." 
Jørgen Kristensen advarer imod den misforståelse, at hvert lands nationalitet er af samme art: Den enkelte nationalitet er ligesom det enkelte menneske en individualitet, et historisk éngangsfænomen, som man kun kan kendetegne præcist ved at give det et navn. Man skal derfor være varsom med at tro, at man kan slutte fra den ene nationalitet til den anden, f.eks. at Amerikas Forenede Stater kan overføres til og blive det samme som Europas Forenede Stater, idet der næppe er to folkeslag, hvis nationale problemer er af helt samme art. Jørgen Kristensen mener, at en union er god ved storpolitiske afgørelser, men at vore nationale problemer skal løses af os selv. 
"Nationalitet er en form for menneskeliv og som sådan under forgængelighedens lov. Den tanke kan heller ikke på forhånd afvises, at der engang vil opstå en europæisk nationalitet, inden for hvilken de nuværende nationaliteter kun lever videre som landsdelssærpræg." Jørgen Kristensen nærer imidlertid betænkelighed ved om det europæiske "ægteskab" bliver lykkeligt, ligesom han som præst har erfaret, at giftermål kan føre til ulykke, hvis parterne er for forskellige, eller magtforholdet for ulige. 
Jørgen Kristensen har gjort sig erfaringer som præst i grænselandet mellem danskhed og tyskhed: "Hvis vi ved tilslutning til Rom-unionen forvandler den danske nationalstat til en europæisk landsdel, hvor det at være dansk ikke giver ret til nogen fortrinsstilling, så bliver det for hele det danske folk, som det er for danskere i grænselandet i dag: Enten må de dige eller også må de vige." Han er bekymret for, om nationale hensyn af EU vil blive skubbet til side til fordel for økonomiske hensyn. 
Sammenligningen mellem Sønderjylland i Danmark og Danmark i EU medfører også, at nationaliteten kommer i forgrunden, hvor den ikke længere er en selvfølge. Jørgen Kristensen frygter derfor, at indtræden i EU vil medføre nationalisme, idet vores nationalitet vil blive tvunget i forgrunden i stedet for – som før vores indtræden i EU – at være en selvfølgelig baggrund for vores identitet. I en lille enhed er danskheden uden problemer. Hvis Danmark gøres til grænseland og den danske befolkning til nationalt mindretal i forhold til EU, vil vi være nødt til at bruge danskheden som "selvhævdelse" i negativ forstand. Jørgen Kristensen anbefaler derfor, at Danmark skal være danernes land, så det danske folk har monopol og førstefødselsret: "Ikke sådan, at Danmark dermed er lukket for fremmed indflydelse, men sådan, at det fremmede kun gør sig gældende på dansk område efter dansk indbydelse eller med dansk tilladelse." 
Jørgen Kristensen anbefaler et nordisk samarbejde, hvor nationalstaterne har tillid til hinanden, men fortsat bevarer vores suverænitet: "Det er stadig danskerne, der bestemmer, hvem der må gøre sig gældende i Danmark. Helt anderledes vil det være at slutte sig til Rom-unionen. Her binder man sig for tid og evighed til de samme partnere og overlader til overstatslige myndigheder at træffe vidtgående beslutninger om, hvad der skal eller må foregå i Danmark."
Jørgen Kristensen betragter ikke nationalstaten som et forældet udtryk for romantikken. Han mener, at danskerne overser, at nationalstaten ikke blot er et værk for nationaliteten, men "mindst lige så meget et værn mod nationalismen.": "Vi kan ikke længere bare være danske i kraft af, at vi har hjemme i Danmark, for Danmark gøres til et område, hvor andre lige så godt kan have hjemme." "Det er ikke for det danske særprægs skyld, at vi skal sige nej til Unionen. Det ville være reaktionært og provinsielt. At bevare nationalt særpræg er en opgave for museumsfolk, folkemindesamlere og turistforeninger. 
Det er ikke særpræget, men førstefødselsretten, der skal værnes. For hvis enhver privat borger skal kæmpe for at bevare dansk jord på danske hænder, vil det føre til, at alle der ikke magter at være helte svigtes, og man ender i det lange løb med en rodløs masse. Forholdet mellem landsmænd vil blive baseret på en utålelig gensidig mistænksomhed og vågen over hinandens solidaritet, og forholdet til de fremmede fordærves i generaliseringer og forenklinger, for at danskerne kan fastholde solidariteten med hinanden og forholdet til ens egen nationalitet bliver præget af fortjeneste, til trods for at nationaliteten er en ufortjent og uforskyldt forudsætning." Jørgen Kristensen frygter, at danskerne vil opleve det nationale udhules og forringes, "så det blir mindre og mindre, der binder den enkelte til landet og folket, og mindre og mindre at yde i samkvemmet med andre folk", ligesom skåninger, sydslesvigere og dansk-amerikanere har tæret på den danskhed, de havde, indtil den slap op. 
"Den tekniske udvikling kræver større militære og økonomiske enheder. men man må ikke glemme, at jo større visse enheder bliver, desto større bliver behovet for andre enheder, som er mindre. Det er det moderne storbysamfund, der har skabt vor tids øgede behov for beskyttelse af privatlivets fred. Og det er vor stadigt større samlede viden, der har medført, at vi alle mere og mere bliver specialister. Og sådan har også de stadig mere nødvendige og stadig mere omfattende og komplicerede internationale forbindelser gjort det stadig mere påkrævet at skærme det nationale privatlivs fred.[...] De fleste af os kan ikke undvære at få skænket et hjem at gå ud fra." 
Selvom Jørgen Kristensen ikke gjorde sig meget bemærket i eget navn, var han i teologiske kredse, i højskolekredse og i det danske grænseland en kendt person.